# Dead Man Walkin'
Dead Man Walkin' je objavila 31. listopada 2000. godine izdavačka kuća Death Row. Album je prodan u 220.478 primjeraka.

## Popis pjesama
| #  | Naziv             | Gost(i)                         | Producent(i)                             |
| -- | ----------------- | ------------------------------- | ---------------------------------------- |
| 1  | May I             | Lil' Malik                      | Soopafly                                 |
| 2  | C-Walkin'         |                                 | Myrion i Big Hutch                       |
| 3  | Head Doctor       | Raphael Saadiq, Swoop G         | Kurt "Kobane" Couthon                    |
| 4  | Hit Rocks         |                                 | DJ Pooh i Snoop Doggy Dogg               |
| 5  | Tommy Boy         | Daz Dillinger                   | Daz Dillinger                            |
| 6  | Change Gone Come  |                                 | L. T. Hutton, Soopafly, Snoop Doggy Dogg |
| 7  | Too Black         |                                 | L. T. Hutton, Snoop Doggy Dogg           |
| 8  | Gangsta Walk      | Tha Dogg Pound                  | Daz Dillinger                            |
| 9  | County Blues      | Kevin Vernado                   | Big Hutch & Daz Dillinger                |
| 10 | I Will Survive    | Kurupt, Techniec, Kevin Vernado | Soopafly                                 |
| 11 | My Favorite Color | Big Hutch                       | Myrion i Big Hutch                       |
| 12 | Me and My Doggs   | Techniec                        | L. T. Hutton & Snoop Doggy Dogg          |

## Top ljestvice
| Pozicija na top listama |                    |               |                        |                        |
| Billboard 200           | New Zealand Top 50 | Canada Top 50 | Top R&B/Hip-Hop Albums | Top Independent Albums |
| #24                     | #48                | #41           | #11                    | #3                     |